# 马雪花
马雪花（1981年—），甘肃积石山人，保安族，中华人民共和国政治人物、第十二届全国人民代表大会甘肃地区代表。
毕业于西北师范大学汉语言文学。2013年，担任全国人大代表。